# Georg Porepp
Karl August Georg Porepp (* 6. Oktober 1875 in Lüneburg; † 16. November 1940 in Berlin) war Lehrer, Komponist und Chorleiter.

## Leben

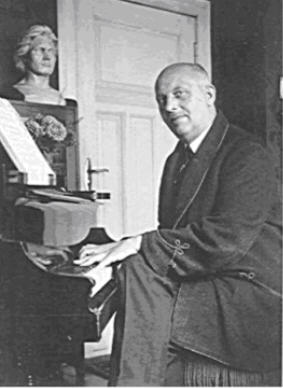
Georg Porepp – Aufnahme von 1914, Privatbesitz

Porepp war im Hauptberuf seit September 1898 als Lehrer im Volksschuldienst eingestellt, nachdem er in Lüneburg am 23. August 1895 die erste und am 17. Mai 1898 die zweite Lehrerprüfung absolviert hatte. Soweit bekannt, lebte Georg Porepp ab 1906 bei Berlin, wo er zunächst in Charlottenburg in der Suarezstraße 23 wohnte, vermutlich ganz in der Nähe der Schule, an der er als Lehrer tätig war. Von 1913 bis 1915 wohnte er im Hause Waltharistraße 18 (Nikolassee), von 1916 bis zu seinem Tod 1940 in Berlin-Charlottenburg, Reichsstraße 8. Vermutlich trat er 1937 als Lehrer in den Ruhestand, denn in den Adressbüchern von Berlin wird er ab 1938 – abweichend von der bisherigen Berufsbezeichnung als „Lehrer“, bzw. „Lehrer u. Komponist“ – nur noch mit der Berufsbezeichnung „Komponist“ aufgeführt.
Als Komponist dürfte Porepp sich überwiegend mit Chorwerken befasst haben. Auf einer Postkarte aus dem Jahre 1914 erwähnt er selbst auch ein Operettenwerk.
Porepp hatte Verbindung zum damaligen Berliner Lehrer-Gesangverein und zu dem Männerchor des Vereins der Siemens- und Siemens-Schuckert-Beamten zu Berlin, für den er als Chorleiter tätig war. Einzelne Kompositionen sind diesen Vereinen gewidmet.
Einige gedruckte Ausgaben seiner Kompositionen sind um 1913 im Hansa-Verlag und in der Musikalienhandlung des Westens, Berlin-Charlottenburg, erschienen, der vermutlich Nachfolger des Virgil-Verlages, Berlin-Charlottenburg, war. Auch im Verlag R. Reibenstein, Berlin-Reinickendorf, und im Regina-Verlag (O. Wrede), Berlin-Dahlem, sind Werke von ihm erschienen.
In der in der ersten Hälfte der 1930er Jahre erschienenen Zeitschrift Musikalische Fundgrube: Die Zeitschrift für Hausmusik ist eine Kurzbiographie Porepps veröffentlicht.
In der Zeit des Nationalsozialismus wurde das Lexikon der Juden in der Musik verfasst, in dem Porepp aufgeführt ist, der gemäß Sterbeurkunde evangelischen Glaubens war.
Porepp war seit 1932 mit Charlotte Friederike Luise Sophie, geborene Henze, verheiratet. Er starb 1940 im Alter von 65 Jahren im Berliner Rudolf-Virchow-Krankenhaus.

## Werke
- Du bist allein für eine Singstimme und Klavier (Manuskript, 28. Oktober 1899) (Dichtung von Hans Sehlmeyer) (Privatbesitz)
- Roter Mohn für vierstimmigen Männerchor (Manuskript, 20. Juni 1915) (Privatbesitz)
- op. 8 Habt acht, Ihr schönen Frauen (Spielmannslied), Walzer für Singst. u. Klavier
- op. 9 Des Sängers Wanderlied für Männerchor (Text von Georg Christian Dieffenbach)
- op. 10 Das Ringlein sprang entzwei für gem. Chor
- op. 11 Mädchen am Spinnrade für gem. Chor
- op. 12  Weihnachtszauber. Vom Himmel in die tiefsten Klüfte für dreistimmigen Frauenchor, Violine und Klavierbegleitung
- op. 13  Weihnachtslegende. Christkind kam in den Winterwald für Gesang (ein- oder zweistimmig) mit Klavierbegleitung
- op. 14 Waldabenteuer für vierstimmigen Männerchor (Dichtung von R.Baumbach), dem Berliner Lehrer-Gesangverein gewidmet
- op. 15 Er gab ihr ein Ringlein von rotem Gold für vierstimmigen Männerchor (Dichtung von Martin Boelitz)
- op. 16/1 Und die Rosen, die prangen für gemischten Chor
- op. 16/2 Rosenzeit, wie schnell vorbei für gemischten Chor
- op. 16/3  Ewige Liebe. Nicht mag ich mich legen für gemischten Chor
- op. 17 Fröhliche Fahrt für vierstimmigen Männerchor (Dichtung von Arthur von Wallpach)
- op. 18 Nachtwandler für vierstimmigen Männerchor (Dichtung von Gustav Falke)
- op. 19 Nächtliche Heide für vierstimmigen Männerchor (Dichtung von Gustav Falke)
- op. 20 Ein Traum (Walzer) für Klavier mit Text
- op. 21 Flirt auf dem Eise. Rheinländer, für Klavier
- op. 22 Nicht wahr, mein Schatz, das war schön
- op. 24 Frohe Weihnacht für Singst. und Klavier
- op. 26  Die Weihnachtsfee Ein Singspiel für die liebe Jugend (Text und Musik von Georg Porepp. Textbuch Staatsbibliothek zu Berlin – Preußischer Kulturbesitz, Musikabteilung.)
- op. 28 Der Zug der Sieger (Charakterstück) für Klavier
- op. 29 Rosenzeit für vierstimmigen Männerchor (Dichtung von H. Seidel)
- op. 30 Pfeifer Pfiffikus für vierstimmigen Männerchor (Dichtung von P. Dehmel)
- op. 31 Frei den Sinn und die Seele für vierstimmigen Männerchor (Text vom Komponisten)
- op. 32 Unter dem Fenster der Geliebten Ständchen für vierstimmigen Männerchor mit Bariton-Solo (Text vom Komponisten)
- op. 33 Los Vencedores (Tango argentino), Marche Brésilienne, Fleur du Nord (Walzer)
- op. 34 Viva el presidente für Klavier
- op. 35 Der sterbende Tango, ein Tanz-Epilog.
- op. 38 Der große Krieg. Vaterländisches Tongemälde mit Gesang, Deklamation und lebenden Bildern mit Anweisung für die szenische Darstellung von Bruno Köhler.
- op. 46 Beati Foxtrot für Klavier
- op. 49 Alte Zeit, stiegst Du hernieder für Singst. und Klavier
- op. 51 Iskupenie (Erlösung). Valse russe, für Klavier
- Am Abend spät an Bord (Seemannslied)
- An der Wolga für Salonorchester mit Text
- Christkinds Holzschuh. Worte nach dem Bretonischen von Johannes Schürmann. (Musikalische Fundgrube – Die Zeitschrift für Hausmusik, Jg. II, Heft 12, 1934, Österreichische Nationalbibliothek, Wien)
- Das Großstadtmädel Schwank-Operette in 3 Akten. Text und Musik von Georg Porepp (erschienen 1920 im Hansa-Verlag.) – Eine Kopie des Textbuchs konnte von der Deutschen Bibliothek Leipzig beschafft werden.
- Das Herz ist gar ein seltsam Ding für Singstimme und Klavier (Dichtung von Heinrich Anacker)
- Der verliebte Zinnsoldat für Salonorchester mit Gesang ad libitum
- Deutsche Jungen, Marsch für Klavier
- Du bist mein, Katrein (Schifferlied)
- Du Hamburger Hummel für Salonorchester
- Einmal im Jahr nur, im Karneval … Walzerlied für Gesang und Klavier (Dichtung von Georg Busse-Palma)
- Gondolina für Salonorchester
- Ich hatt’ einen Kameraden (Trauermarsch) für Klavier (Musikalische Fundgrube – Die Zeitschrift für Hausmusik Heft 11, Bd. 1., Österreichische Nationalbibliothek, Wien)
- Im Traum komm ich zu Dir für Salonorchester
- Ländler für Klavier (i. d. Zeitschr. Musikalische Fundgrube – Die Zeitschrift für Hausmusik Jg. II, Heft 11, 1934, Österreichische Nationalbibliothek, Wien)
- Lebe wohl, mein Mädel für Salonorchester
- Mädels, ihr seid nun mal zum Küssen da Walzerlied, auch für Salonorchester
- Michaelslied, für Gesang u. Klavier. (Musikalische Fundgrube – Die Zeitschrift für Hausmusik Jg. II, Heft 4, 1933, Österreichische Nationalbibliothek, Wien)
- Morgen ist Schlachtefest – kleiner humoristischer Marsch für Klavier (Musikalische Fundgrube – Die Zeitschrift für Hausmusik Jg. II, Heft 12, 1934, Österreichische Nationalbibliothek, Wien)
- Oh, Du, Marietta Fröhliche Serenade für Salonorchester
- Ostermorgen in Rom. Intermezzo religioso
- Polnischer Tanz (für Salonorchester instr. von Walter Witte), 1937
- Prima Ballerina, Graziöser Walzer, für Salon-Orchester arrangiert von F.Mueller-Melborn.(Stadtbücherei Wesel) Porepp.mid
- Prinzenlaunen Operette in drei Akten und einem Vorspiel von Carl Schüler und Georg Porepp. Gesangstexte und Musik von Georg Porepp. (Stadt Wien, Wienbibliothek)
- Promenade im Frühling für Salonorchester
- Scheidezeit volkstümliches Lied für Singstimme und Klavier (Dichtung von Heinrich Anacker)
- Schwäbischer Ländler für Salonorchester
- Sieben schlichte Weisen für Singst. und Klavier
- Traumglück, langsamer Walzer für Klavier
- Uns gehört die Zukunft, Marsch für Klavier
- Was sich die kleinen Schmetterlinge erzählen. Walzer Intermezzo
- Zehn kleine Negerlein Tanz-Intermezzo, Komp. u. Text von Georg Porepp. Instr. von Walter Witte (Kopie aus der Pfälzischen Landesbibliothek in Speyer)
- Zwergkönigs Schlosswache. Charakterstück (auch für Streichorchester)
- Rhythmus und Melodie, vier leichte Klavierstücke (in: Musikalische Fundgrube – Die Zeitschrift für Hausmusik).

Viele seiner Werke sind in der Musiksammlung des Geheimen Staatsarchivs Preußischen Kulturbesitzes zu finden.